# Anastrepha fenestrata
Anastrepha fenestrata
 es una especie de insecto díptero que Lutz y Lima describieron científicamente por primera vez en el año 1918.
Esta especie pertenece al género Anastrepha de la familia Tephritidae.